# Орловский (Чулымский район)
Орловский — упразднённый в 2009 году посёлок в Чулымском районе Новосибирской области. Входил на момент упразднения в состав Осиновского сельсовета. Ныне урочище Орловское.

## География
Площадь посёлка — 14 га.

## История
Ликвидирован в 2009 году.

## Население
| 1926 | 2002 | 2007 |
| ---- | ---- | ---- |
| 194  | ↘0   | →0   |

## Инфраструктура
В посёлке по данным на 2007 год отсутствует социальная инфраструктура.

## Транспорт
Просёлочная дорога.